# Le Portrait mystérieux
Le Portrait mystérieux conocido en inglés como A Mysterious Portrait o The Mysterious Portrait, es un cortometraje mudo francés de 1899 dirigido por Georges Méliès. Fue estrenada por la Star Film Company de Méliès y ocupa el número 196 en sus catálogos, donde se anuncia como una grande nouveauté photographique extraordinaria.

## Resumen
Un mago muestra un marco de imagen vacío contra el fondo del escenario, incluidos carteles en la pared. Al desenrollar este telón de fondo para revelar otro, coloca un lienzo neutro y un taburete dentro del marco del cuadro. Con un gesto, el mago hace que su propia imagen se enfoque lentamente en el encuadre. Cobra vida inmediatamente, y el mago y su imagen mantienen una conversación antes de que la imagen se desenfoque y desaparezca nuevamente.

## Producción
El propio Méliès interpreta al mago de la película. Los carteles de las paredes anuncian su propio teatro de ilusiones de París, el Théâtre Robert-Houdin.
Los efectos en la película se crearon utilizando el empalme de sustitución, dos exposiciones múltiples, disoluciones y desenfoque de la lente para crear un efecto de fluo. El efecto retrato es un ejemplo temprano de efecto mate en el cine, en el que una máscara sobre la lente aseguraba que solo se filmaría y exponería una sección específica de la imagen a la vista. Los mates se habían utilizado en la fotografía fija desde la década de 1850, cuando fotógrafos como Henry Peach Robinson y Oscar Gustave Rejlander los utilizaban para componer escenas similares a pinturas. El primer cineasta que aprovechó esto fue probablemente el pionero cinematográfico británico George Albert Smith (que conoció a Méliès a través de su colega común Charles Urban). Méliès continuó experimentando con técnicas de mateado en películas posteriores, como El hombre orquesta y Le Portrait spirite.

## Temas
La película repite el tema del desdoblamiento o duplicación, previamente explorado por Méliès en El hombre de las cabezas pero ahora ampliado de la cabeza a todo el cuerpo. Como señaló el historiador de cine John Frazer, la película es inherentemente autorreferencial, pero "fue hecha setenta años antes de que ese concepto entrara en el lenguaje crítico".